# Присяжнюк Артем Ігорович
Артем Ігорович Присяжнюк (нар. 17 червня 2005, Одеса) — український футболіст, півзахисник одеського «Чорноморця».

## Клубна кар'єра
У березні 2024 року приєднався до основного складу одеського «Чорноморця». В офіційних матчах у складі «Чорноморця» дебютував 2 березня 2024 року у грі 19-го туру прем'єр-ліги чемпіонату України 2023—2024 між командами «Динамо» (Київ) – «Чорноморець» (Одеса).